# Sierra Carbonera
Sierra Carbonera är kullar i Spanien.   De ligger i provinsen Provincia de Cádiz och regionen Andalusien, i den södra delen av landet, 500 km söder om huvudstaden Madrid.